# Archibald Read Richardson
Archibald Read Richardson   (Londres, 21 d'agost de 1881 - Ciutat del Cap, 4 de novembre de 1954) va ser un matemàtic i militar anglès.

## Vida i Obra
Richardson va viure a Londres tota la seva joventut excepte el temps que va estar de voluntari a la Segona Guerra Bòer, segurament encara menor d'edat. De 1903 a 1907 va estudiar enginyeria al Imperial College London i tres anys després es va graduar per la docència com estudiant exter a la universitat de Londres. Els anys següents va ser professor de matemàtiques al Imperial College, fins al 1914, quan va començar la Primera Guerra Mundial en la que va ser destinat a França com a comandant del 173 regiment de la 58ena Divisió d'Infanteria, amb el rang de tinent coronel. El maig del 1917 va participar heroicament a la batalla de Bellecourt, motiu pel qual va ser condecorat. El 21 de març de 1918 va ser greument ferit, quedant impossibilitat per la resta de la seva vida.
Acabada la guerra, va ser nomenat catedràtic de matemàtiques de la universitat de Swansea (Gal·les), càrrec que va mantenir fins al 1940 en el qual l'empitjorament de la seva salut li va impedir seguir exercint. A continuació es va retirar a viure a Ciutat del Cap, tot i que va retornar a Anglaterra per vacances en diverses ocasions. Durant el seu temps a Sud-àfrica va continuar es seves recerques en àlgebra.
Les recerques de Richardson van versar sobre tot en àlgebra. Durant la seva docència a Swansea va tenir com deixeble Dudley Littlewood, amb qui va escriure cinc articles importants, en els quals es descriu la avui coneguda com a regla de Littlewood-Richardson i el concepte d'immanent d'una matriu.